# Per Lennart Aae
Per Lennart Aae, född 1940 i Stockholm, är en svensk-tysk politiker. Aae inledde sitt engagemang i Nordiska Rikspartiet och den till Sveriges Nationella Förbund närstående S:t Michaelsorden, och när ordensmedlemmarna under 1960-talet infiltrerade Kristen Demokratisk Samling lyckades Aae bli en ledande medlem och pressekreterare i det nybildade partiet. Då hans högerextrema bakgrund avslöjades uteslöts han dock ur partiet, och läste istället en fil. kand. på Stockholms universitet. I början av 1970-talet blev Aae anställd på Siemens AG i München, och flyttade därmed till Tyskland, där han blev aktiv i nynazistiska Nationaldemokratische Partei Deutschlands. 1996 fick Aae en plats i NPD:s partistyrelse. Senare har Aae arbetat för NPD i Sachsens delstatsparlament.